# Saint-Hilaire-Cottes
Saint-Hilaire-Cottes è un comune francese di 823 abitanti situato nel dipartimento del Passo di Calais nella regione dell'Alta Francia.

## Storia

### Simboli
Il comune aveva pensato di fare proprio lo stemma dei de Melun de Cottènes (o de Melun-Cottène[s], o de Cottes) che furono signori del luogo, ma risultava essere un blasone estremamente complicato e ne sono stati presi solo alcuni elementi.

## Società

### Evoluzione demografica
Abitanti censiti